# Václav Bělohradský
Václav Bělohradský (ur. 17 stycznia 1944 w Pradze) – czeski filozof i publicysta. 
Doktorat nauk humanistycznych uzyskał w 1969 roku. W latach 1970–1990 na emigracji we Włoszech. Od 1973 profesor na uniwersytecie w Genui. Od 1990 jest profesorem socjologii politycznej na Uniwersytecie w Trieście oraz profesorem wizytującym na Wydziale Nauk Społecznych Uniwersytetu Karola w Pradze. W 2013 został odznaczony Medalem Za Zasługi I stopnia.